# Agía Iríni (La Canée)
Pour les articles homonymes, voir Agía Iríni.
Agía Iríni, en grec moderne : Αγία Ειρήνη, est un village du dème de Kándanos-Sélino, dans le district régional de La Canée, de la Crète, en Grèce. Selon le recensement de 2011, la population d'Agía Iríni  compte 80 habitants. Le village est situé à une altitude de 700 m et à une distance de 43 km de La Canée.

## Référence
- (el) Cet article est partiellement ou en totalité issu de l’article de Wikipédia en grec moderne intitulé « Αγία Ειρήνη Χανίων » (voir la liste des auteurs).